# Angelo Poliziano

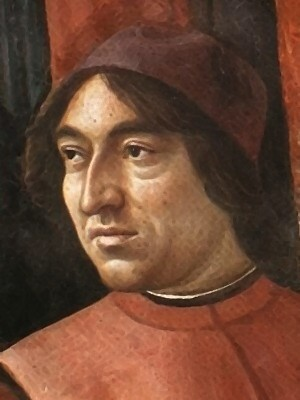
Angelo Poliziano afgebeeld door Domenico Ghirlandaio op een fresco in de Tornabuonikapel van de Santa Maria Novella.

Angelo Poliziano, gelatiniseerd Angelus Politianus, geboren als Angelo Ambrogini (Montepulciano, 14 juli 1454 – Florence, 29 september 1494) was een Italiaans dichter en humanist.

## Leven
Als zoon van een jurist uit Montepulciano was Poliziano van vrij bescheiden afkomst, maar hij kwam al op jeugdige leeftijd naar Florence en kreeg er een uitstekende opleiding uit handen van humanisten als Cristoforo Landino, Johannes Argyropoulos en Marsilio Ficino. Dat had hij te danken aan Lorenzo de' Medici, die zijn familie beschermde omdat vader Benedetto was vermoord vanwege zijn steun aan Piero di Cosimo de' Medici.
Na het voltooien van zijn scholing stelde Lorenzo hem aan tot leraar van zijn zoons Piero en Giovanni. In 1480 werd hij benoemd tot hoogleraar Grieks en Latijn. Latijnstalige werken van zijn hand zijn onder andere Odae, Silvae (lyrisch-didactische en erotische gedichten), Miscellanea (gewijd aan kwesties van de interpretatie van antieke teksten) en Epistolae (Brieven). Ook heeft hij talloze Latijnse vertalingen uit het Grieks op zijn naam staan, onder andere de eerste vier boeken van Homerus' Ilias (1470-75), het Handboek van Epictetus (1479) en de Historiae van Herodianus (1487).
Als zijn belangrijkste werk worden zijn Italiaanse gedichten beschouwd, met name Stanze per la giostra (voor het steekspel van 1475), geschreven ter ere van Giuliano de' Medici, maar onvoltooid vanwege de dood van de hoofdpersoon. Ook het toneelstuk dat beschouwd wordt als het eerste wereldlijke drama in Italië staat op zijn naam, de Favolo d'Orfeo (1480), geschreven ter gelegenheid van een vorstelijk huwelijk. Hij schreef deze werken in de volkstaal, waarmee hij een grote bijdrage leverde aan de ontwikkeling van de Italiaanse taal.
Poliziano schreef ook balladen en liederen.
Hij stierf in 1494, enkele weken vóór zijn geliefde Giovanni Pico della Mirandola. Ze werden begraven in de San Marcokerk van Florence. Forensisch onderzoek bracht in 2007 aan het licht dat ze naar alle waarschijnlijkheid om het leven waren gekomen door arsenicumvergiftiging. Vermoed wordt dat Poliziano's vroegere leerling Piero de' Medici hen liet ombrengen. Hij zou Pico's banden met Girolamo Savonarola als gevaarlijk hebben beschouwd, en Poliziano zou eerder nevenschade zijn geweest. Omdat hij een stuk kleiner van gestalte was dan Pico, was hij gevoeliger voor het gif en overleed hij enkele weken vroeger.

## Voetnoten
1. ↑  Ada Palmer, Inventing the Renaissance. Myths of a Golden Age, 2025, p. 271
2. ↑  Gianni Gallello e.a., "Poisoning histories in the Italian renaissance: The case of Pico Della Mirandola and Angelo Poliziano" in: Journal of Forensic and Legal Medicine, 2018, p. 83-89. DOI:10.1016/j.jflm.2018.03.016
3. ↑  Luciano Garofano, Giorgio Gruppioni en Silvano Vinceti, Delitti e misteri del passato, 2011. ISBN 9788858619148
4. ↑  Ada Palmer, Inventing the Renaissance. Myths of a Golden Age, 2025, p. 281

- Bibsys: 90345161
- Biblioteca Nacional de Chile: 000044726
- Biblioteca Nacional de España: XX989069
- Bibliothèque nationale de France: cb12055590v (data)
- Catàleg d'autoritats de noms i títols de Catalunya: 981058514031906706
- CiNii: DA0212449X
- Digitale Bibliotheek voor de Nederlandse Letteren: poli009
- Gemeinsame Normdatei: 118595512
- International Standard Name Identifier: 0000 0001 2099 0193
- Library of Congress Control Number: n79134158
- Nationale Bibliotheek van Letland: 000129386
- MusicBrainz: 6be1de43-4bb3-45bb-a199-1d2c9196d6bf
- Mathematics Genealogy Project: 131535
- Bibliotheek van het Japanse parlement: 033222010
- Nationale Bibliotheek van Tsjechië: ola2002159445
- Nationale bibliotheek van Australië: 35688354
- Nationale Bibliotheek van Israël: 987007266506305171
- Nationale Bibliotheek van Polen: a0000002036757
- Nationale en Universitaire bibliotheek Zagreb: 000052511
- Nederlandse Thesaurus van Auteursnamen: 068554125
- Istituto Centrale per il Catalogo Unico: CFIV013366
- LIBRIS: 169552
- SNAC: w6z89c5g
- Système universitaire de documentation: 028793692
- Trove: 1043297
- Union List of Artist Names: 500324225
- Virtual International Authority File: 9867884
- WorldCat: E39PBJhxgjK9DHPwwTCd8FfjG3